# Askar Mamine
Askar Ouzaqbaïouly Mamine (en kazakh cyrillique : Асқар Ұзақбайұлы Мамин, kazakh latin : Asqar Ūzaqbaiūly Mamin ; en russe : Аска́р Уза́кпаевич Ма́мин, Askar Ouzakpaïevitch Mamine), né le 23 octobre 1965 à Tselinograd (aujourd'hui Astana), un homme d'État kazakh, Premier ministre de 2019 à 2022.

## Biographie
Askar Mamine est diplômé de l'Institut d'ingénierie civile de Tselinograd, de l'Université d'économie russe de Plekhanov, avec des spécialités en génie civil et en économie. Il a commencé sa carrière en tant que monteur de la confiance "Tselintyazhstroy"[Quoi ?]. Il a été directeur général adjoint de l'Union des entreprises innovantes du Kazakhstan. De 1996 à 2008, il a été premier adjoint au maire de la ville d'Astana, vice-ministre des Transports et des Communications de la République du Kazakhstan et premier vice-ministre de l'Industrie et du Commerce de la République du Kazakhstan.
Le 19 février 2019, il est nommé Premier ministre par intérim par le président Noursoultan Nazarbaïev, avant d'être confirmé à son poste le 25 février.
Au cours du mouvement de contestation qui éclate en janvier 2022, il remet sa démission au président Tokaïev.